# Гилёво (Алтайский край)
Гилёво — село в Локтевском районе Алтайского края России. Административный центр и единственный населенный пункт Гилёвского сельсовета.

## География
Расположен на юге края, на мелкосопочной равнине, у реки Алей, вблизи её запруды — Гилёвское водохранилище.
Климат
резко континентальный. Средняя температура января −17,2°С, июля +20,2°С. Годовое количество атмосферных осадков 365 мм.

## История
Основано в 1725 году.
В 1928 г. состояло из 522 хозяйств. В административном отношении — центр Гилёвского сельсовета Змеиногорского района Рубцовского округа Сибирского края.

## Население
| 1926  | 1997  | 1998  | 1999  | 2000  | 2001  | 2002  | 2003  | 2004  |
| ----- | ----- | ----- | ----- | ----- | ----- | ----- | ----- | ----- |
| 2681  | ↘1470 | ↗1538 | ↘1532 | ↗1547 | ↘1539 | ↘1406 | ↗1477 | ↘1444 |
| 2005  | 2006  | 2007  | 2008  | 2009  | 2010  | 2011  | 2012  | 2013  |
| ↘1437 | ↗1442 | ↘1406 | ↗1408 | ↘1402 | ↘1196 | ↗1201 | ↘1123 | ↘1068 |
| 2014  | 2015  | 2016  | 2017  | 2018  | 2019  | 2020  | 2021  |       |
| ↘995  | ↘980  | ↘935  | ↘896  | ↘886  | ↘854  | ↘822  | ↘792  |       |

национальный состав
В 1928 г. основное население — русские.
Согласно результатам переписи 2002 года, в национальной структуре населения русские составляли 93 % от 1447 жителей.

## Инфраструктура
МКОУ Гилевская СОШ, администрация поселения.

## Транспорт
Посёлок доступен по дороге общего пользования межмуниципального значения «Вторая Каменка — Гилево» (идентификационный номер 01 ОП 01 ОП МЗ 01Н-2605) протяженностью 17,000 км